# Два Брата (гора, Челябинская область)
Два Бра́та (Третья Сопка) — гора в хребте Уреньга. Находится на территории Челябинской области.

## География
Расположена в северной части Уреньги, южнее гор Первая Сопка (1166 метров), Вторая Сопка (1199 метров) и автодороги M5 «Урал».
Между Второй Сопкой и горой Два Брата сохранилась древняя дорога — Казанская тропа или Старая Казанская дорога, называемая также Скифская.
Примерно в 5,7 километрах юго-восточнее на левом берегу реки Ай находится село Веселовка.